# 临平湖

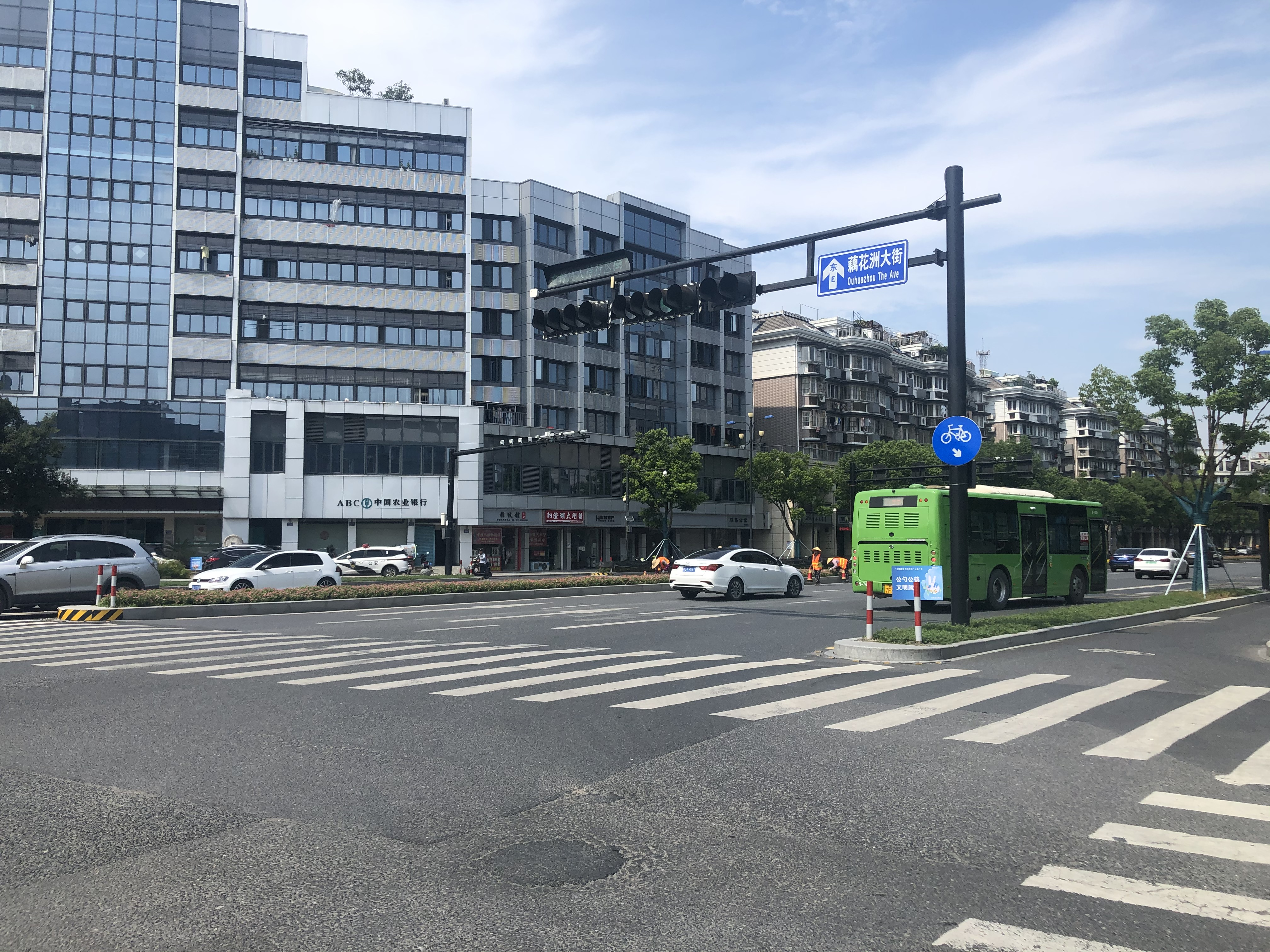
临平藕花洲大街保留了藕花洲的古地名

临平湖，又名鼎湖、藕花洲，在今中国浙江省杭州市临平街道附近临平山东南，旧时为江南运河主要航道，即今临平上塘河所经处，为杭州已消亡湖泊之一。《三国志·吴志·嗣主传》记载，临平湖在汉末干涸，至天玺元年（267年）又恢复了水面，郡中故老称：“此湖塞，天下乱；此湖开，天下平。”北宋诗僧道潜曾有诗云：“五月临平山下路，藕花无数满汀洲。”因而临平湖又名藕花洲。
临平湖旧时在临平镇东南，湖水直拍临平山，周长40里，设有放水闸4座，2座归属仁和县，2座归属海宁县，唐宋时期与西湖俱为上塘河流域的主要灌溉水源，元代之前为大运河干道所由，后逐渐废弃淤积。